# Elmen
Elmen – gmina położona na zachodzie Austrii, w kraju związkowym Tyrol, w powiecie Reutte.
Nazwa gminy pochodzi od wiązu, który został też przedstawiony w herbie.
Przez Elmen przebiega szlak rowerowy Bike Trail Tirol i liczne szlaki piesze w okoliczne góry (m.in. Stablalpe, Klimmspitze i Elmer Kreuzspitze).

## Położenie
Elmen leży w dolinie rzeki Lech, poniżej ujścia potoku Streimbach, pomiędzy Alpami Lechtalskimi od wschodu i Alpami Algawskimi od zachodu (skraj Hornbachkette). Część gminy objęta jest ochroną przyrody w ramach Parku Natury Tiroler Lech. Dojazd zapewnia prowadząca doliną droga krajowa B198, rozgałęziająca się w stronę miejscowości Bschlabs przez przełęcz Hahntennjoch w kierunku Imst (dojazd poza sezonem zimowym).

## Zabytki i atrakcje turystyczne
W Elmen znajduje się zabytkowy barokowy kościół Trzech Króli (Hl. Drei Könige), a także kilka kapliczek i droga kalwaryjska.